# Three Bells/Tell Me How You Care
Three Bells/Tell Me How You Care è l'undicesimo singolo dei Brian Poole & The Tremeloes, pubblicato nel Regno Unito nel 1964.

## Tracce
Lato A
1. Three Bells (Bert Reisfeld, Jean Villard)

Lato B
1. Tell Me How You Care (Alan Blakley, Brian Poole)